# Protocol Recordings
Protocol Recordings é uma gravadora fundada pelo DJ e produtor holandês Nicky Romero em 2012, com o objetivo de divulgar os seus próprios trabalhos, assim como os de novos produtores que desejam entrar no mercado da música eletrônica.
Atualmente, a Protocol é uma gravadora muito reconhecida no mundo da Música eletrônica, por ter revelado alguns jovens produtores, bem como seus lançamentos, que constantemente estão presentes em rankings correspondentes ao gênero musical.
Semanalmente, Nicky Romero apresenta seu radio show chamado Protocol Radio, que contêm faixas de maior sucesso no momento, faixas de artistas da gravadora, bem como faixas de novos artistas, que através da plataforma podem envia-lo seus trabalhos. Todos os episódios de Protocol Radio estão disponíveis no iTunes, YouTube e Mixcloud.
Durante todo ano, a Protocol realiza eventos por diversos países ao redor do mundo, com apresentações dos artistas da gravadora e convidados, o mais tradicional ocorre anualmente, durante o mês de outubro, na casa de shows de Melkweg, em Amsterdã, na Holanda. O tradicional evento já possui 5 edições, em ambas edições com ingressos esgotados e com grande público, e ocorre durante o Amsterdam Dance Event, ou simplesmente ADE, que é uma das semanas mais agitadas para a música eletrônica, onde vários DJs e produtores viajam para a capital holandesa e também quando ocorre a divulgação do resultado do ranking do Top 100 DJs da DJ Magazine.
Entre os vários sucessos da gravadora, além das grandes faixas de Nicky Romero, deve destacar dois grandes lançamentos, "Colors" de Tritonal e Paris Blohm com participação de Sterling Fox e "Howl At The Moon" de Stadiumx e Taylr Renee, que rapidamente alcançaram a 1ª posição no ranking do Beatport.

## Artistas[5]
- Afrojack
- Antoine Delvig
- Arno Cost
- Bassjackers
- Blasterjaxx
- Blinders
- Calvin Harris
- Corey James
- David Guetta
- Deniz Koyu
- Dimitri Vegas & Like Mike
- D.O.D
- Don Diablo
- FaderX
- Fedde Le Grand
- Florian Picasso
- IRENE (Red Velvet)
- John Dahlbäck
- Krewella
- Kryder
- Lush & Simon
- MAKJ
- Marc Benjamin
- Matisse & Sadko
- Maximals
- Merk & Kremont
- Michael Calfan
- Mosimann
- Navarra
- NERVO
- Nicky Romero
- Nile Rodgers
- Olivia Holt
- Paris & Simo
- R3hab
- Raiden
- Rico & Miella
- Sam Void
- Stadiumx
- Steve Aoki
- Sultan + Shepard
- Sunstars
- SWACQ
- Swanky Tunes
- Taio Cruz
- Teamworx
- Thomas Gold
- Thomas Newson
- Timmo Hendriks
- Tom Tyger
- Tony Romera
- Trilane
- Tritonal
- Vicetone
- Volt & State
- W&W
- YURI (Girls' Generation)

## Discografia[6]

### Singles e EPs:
| Artista                                        | Título                                                              | Catálogo   | Data       | Nota |
| ---------------------------------------------- | ------------------------------------------------------------------- | ---------- | ---------- | --- |
| Nicky Romero & ZROQ                            | WTF!?                                                               | PR001      | 28/05/2012 | Primeiro lançamento da Protocol. |
| Nicky Romero & Calvin Harris                   | Iron                                                                | PR002      | 10/09/2012 | Faixa do álbum "18 Months" de Calvin Harris                                                                                         |
| Nicky Romero & Calvin Harris                   | Iron (The Remixes)                                                  | PR002R     | 08/10/2012 | Remixes de Dyro e Tony Romera |
| Nicky Romero & NERVO                           | Like Home                                                           | PR003      | 12/11/2012 | - |
| Tony Romera                                    | Pandor                                                              | PR004      | 03/12/2012 | - |
| Nicky Romero & NERVO                           | Like Home (The Remixes)                                             | PR003R     | 17/12/2012 | Remixes de Dillon Francis, Dannic e Gregor Salto.                                                                                   |
| Vince Moogin                                   | Love Me Right                                                       | PR005      | 18/02/2013 | - |
| Nicky Romero                                   | Symphonica                                                          | PR006      | 25/03/2013 | - |
| John Dahlbäck                                  | Nuke                                                                | PR007      | 06/05/2013 | - |
| Nicky Romero                                   | Symphonica (The Remixes)                                            | PR006R     | 20/05/2013 | Remixes de Cash Cash, BARE e Suedes.                                                                                                |
| Don Diablo                                     | Give It All (feat. Kelis & Alex Clare) (Don Diablo & CID Remix/Dub) | PR008      | 10/06/2013 | - |
| Nicky Romero vs. Krewella                      | Legacy                                                              | PR009      | 15/07/2013 | #1 no Beatport. |
| Vicetone                                       | Tremble                                                             | PR011      | 05/08/2013 | - |
| Nicky Romero vs Krewella                       | Legacy (The Remixes)                                                | PR009R     | 19/08/2013 | Remixes de Vicetone, Don Diablo ft. Sway, Wildstylez e Candyland.                                                                   |
| Don Diablo & CID                               | Prototype                                                           | PR010      | 09/09/2013 | - |
| Nicky Romero                                   | Symphonica (Amersy Remix)                                           | PR006RC    | 19/09/2013 | Remix vencedor do 'Symphonica's Remix Contest'.                                                                                     |
| Bassjackers                                    | Zing                                                                | PR012      | 29/09/2013 | - |
| -                                              | -                                                                   | PR013      | TBA        | Essa numeração do catálogo nunca foi utilizada.                                                                                     |
| Kryder                                         | Pyrmd                                                               | PR014      | 07/10/2013 | - |
| Michael Calfan                                 | Falcon                                                              | PR015      | 21/10/2013 | - |
| Merk & Kremont                                 | Zunami                                                              | PR016      | 04/11/2013 | - |
| Pelari                                         | Rave                                                                | PR017      | 25/11/2013 | - |
| R3hab & Lucky Date                             | Rip It Up (Nicky Romero Edit)                                       | PR018      | 09/12/2013 | - |
| Nicky Romero vs. Krewella                      | Legacy (Kryder Remix)                                               | PR009T     | 17/12/2013 | - |
| R3hab & Lucky Date                             | Rip It Up                                                           | PR018T     | 23/12/2013 | Versão original da faixa. |
| Tritonal & Paris Blohm                         | Colors (feat. Sterling Fox)                                         | PR019      | 13/01/2014 | #1 no Beatport. |
| Nicky Romero vs. Krewella                      | Legacy (Mike Candys Edit)                                           | PR009T2    | 28/01/2014 | - |
| Skidka & Hard Rock Sofa                        | Moloko                                                              | PR021      | 10/02/2014 | - |
| Stadiumx & Taylr Renee                         | Howl At The Moon                                                    | PR022      | 24/02/2014 | #1 no Beatport |
| Vicetone                                       | White Lies (feat. Chloe Angelides)                                  | PR024      | 24/03/2014 | - |
| Stadiumx & Taylr Renee                         | Howl At The Moon (The Remixes)                                      | PR022R     | 31/03/2014 | Remixes de D.O.D, Aftershock e Frontload                                                                                            |
| Blasterjaxx                                    | Echo                                                                | PR025      | 07/04/2014 | - |
| Tritonal & Paris Blohm                         | Colors (feat. Sterling Fox) (The Remixes)                           | PR019R     | 14/04/2014 | Remixes de John Dahlbäck, K-Klass, Alan Morris e Atmosfearz                                                                         |
| Bobina & Vigel                                 | Crunch                                                              | PR027      | 21/04/2014 | - |
| Martin Volt & Quentin State, Burgundy's        | Conspiracy                                                          | PR028      | 05/05/2014 | Martin Volt & Quentin State atualmente conhecido como Volt & State.                                                                 |
| Tritonal & Paris Blohm                         | Colors (feat. Sterling Fox) (Culture Code Remix)                    | PR019T     | 06/05/2014 | Remix vencedor do 'Colors Beatport's Remix Contest'                                                                                 |
| John Christian                                 | Next Level (Nicky Romero Edit)                                      | PR029      | 26/05/2014 | - |
| Lush & Simon                                   | Hunter                                                              | PR026      | 02/06/2014 | - |
| Nicky Romero & Anouk                           | Feet On The Ground                                                  | PR023      | 09/06/2014 | Uma das faixas do primeiro álbum de estúdio de Nicky Romero.                                                                        |
| John Dahlbäck                                  | Fireflies (feat. Melanie Fontana)                                   | PR030      | 23/09/2014 | - |
| Bobby Rock                                     | New Life (feat. Cimo Fränkel)                                       | PR020      | 30/09/2014 | - |
| Sultan + Ned Shephard vs. The Boxer Rebellion  | Keep Moving                                                         | PR031      | 14/07/2014 | - |
| John Christian                                 | Next Level (Remixes)                                                | PR029R     | 21/07/2014 | Remixes de OutOfSync, Belocca, KURA, Arin Tone e Marc Benjamin.                                                                     |
| Martin Volt & Quentin State                    | Rush                                                                | PR032      | 28/07/2014 | Martin Volt & Quentin State atualmente conhecido como Volt & State.                                                                 |
| Row Rocka                                      | Saffron                                                             | PR033      | 11/08/2014 | - |
| Thomas Newson & Magnificence                   | Blizzard                                                            | PR034      | 25/08/2014 | - |
| Sultan + Ned Shephard vs. The Boxer Rebellion  | Keep Moving (Remixes)                                               | PR031R     | 08/09/2014 | Remixes de Bobby Rock e Pankaj & Parag.                                                                                             |
| Ispolins                                       | Ispolins                                                            | PR035      | 22/09/2014 | - |
| Nicky Romero & Vicetone                        | Let Me Feel (feat. When We Are Wild)                                | PR036      | 06/10/2014 | - |
| Tommy Trash & Wax Motif                        | HEX                                                                 | PR037      | 20/10/2014 | - |
| Evol Waves                                     | Inferno                                                             | PR038      | 03/11/2014 | - |
| Nicky Romero & Anouk                           | Feet On The Ground (Remixes)                                        | PR023R     | 24/11/2014 | Remixes de Arno Cost, Merk & Kremont, BARE, Flashmob e GusGus vs. T-World.                                                          |
| Tom Swoon & Stadiumx                           | Ghost (feat. Rico & Miella)                                         | PR039      | 08/12/2014 | - |
| Blinders                                       | Sirene                                                              | PR040      | 22/12/2014 | - |
| Nicky Romero & Vicetone                        | Let Me Feel (feat. When We Are Wild) (Remixes)                      | PR036R     | 29/12/2014 | Remixes de Fedde Le Grand, Martin Volt & Quentin State, Manse e Martijn Ten Velden.                                                 |
| Paris Blohm                                    | Demons (feat. Charles)                                              | PR041      | 12/01/2015 | - |
| Merk & Kremont vs. Martin Volt & Quentin State | Black & White                                                       | PR042      | 26/01/2015 | Martin Volt & Quentin State atualmente conhecido como Volt & State.                                                                 |
| Deniz Koyu & Dom Palm                          | Lift                                                                | PR043      | 23/02/2015 | Versão com vocais ainda não lançada, nem com data de lançamento prevista.                                                           |
| Nicky Romero vs. Volt & State                  | Warriors                                                            | PR044      | 30/03/2015 | - |
| Paris & Simo, Rico & Miella                    | Get Back                                                            | PR046      | 20/04/2015 | - |
| Magnificence & Alec Marie                      | Heartbeat (feat. Brooke Forman) (Nicky Romero Edit)                 | PR045      | 04/05/2015 | - |
| MAKJ & Thomas Newson                           | Black                                                               | PR047      | 26/05/2015 | - |
| John Christian, Arin Tone & Corey James        | Collage                                                             | PR048      | 08/06/2015 | - |
| Nicky Romero vs. Volt & State                  | Warriors (Remixes)                                                  | PR044R     | 11/06/2015 | Remixes de Syn Cole, Pegboard Nerds, Giocatori e Rob Adans.                                                                         |
| Nicky Romero                                   | Lighthouse                                                          | PR050      | 29/06/2015 | Primeira parte da trilogia musical de Nicky Romero, Nicky Romero Trilogy.                                                           |
| Florian Picasso                                | Origami                                                             | PR051      | 20/07/2015 | - |
| Volt & State                                   | Sandcastles                                                         | PR053      | 03/08/2015 | Soundtrack do trailer oficial do Ultra Music Festival Brasil.                                                                       |
| Deniz Koyu & Amba Shepherd                     | The Way Out                                                         | PR049      | 17/08/2015 | - |
| MAKJ & Thomas Newson                           | Black (Wildstylez Remix)                                            | PR047R     | 03/09/2015 | - |
| Disco Fries                                    | Volume (feat. Fatman Scoop)                                         | PR052      | 14/09/2015 | - |
| Thomas Gold & Deniz Koyu                       | Never Alone                                                         | PR054      | 12/10/2015 | Primeiro lançamento da Protocol com nova arte da capa de suas faixas.                                                               |
| Florian Picasso                                | Want It Back (Origami)                                              | PR055      | 16/11/2015 | Novo versão com vocais de Origami.                                                                                                  |
| Gazlind                                        | Trouble                                                             | PR056      | 30/11/2015 | - |
| Nicky Romero & Stadiumx                        | Harmony                                                             | PR058      | 21/11/2015 | - |
| Volt & State, Sam Void & Avedon                | Hold On                                                             | PR059      | 18/01/2016 | - |
| Nicky Romero & Nile Rodgers                    | Future Funk                                                         | PR060      | 26/02/2016 | Segunda parte da trilogia musical de Nicky Romero, Nicky Romero Trilogy.                                                            |
| Arno Cost                                      | Coming Alive EP                                                     | PR061      | 14/03/2016 | Incluindo as faixas "1000 Suns" e "Coming Alive".                                                                                   |
| Corey James & Teamworx                         | Make The Crowd Go (feat. Kobi The Alien)                            | PR062      | 11/04/2016 | Versão instrumental lançada pela álbum de compilação, Protocol Miami 2016.                                                          |
| Nicky Romero & Nile Rodgers                    | Future Funk (Remixes)                                               | PR060R     | 18/04/2016 | Remixes de S-Man (DJ Roger Sanchez), Sam Void e Giocatori.                                                                          |
| Nicky Romero                                   | Novell                                                              | PR063      | 02/05/2016 | - |
| Florian Picasso                                | Final Call                                                          | PR064      | 13/05/2016 | - |
| Blinders                                       | You Don't Know                                                      | PR066      | 03/06/2016 | - |
| Nicky Romero                                   | The Moment (Novell)                                                 | PR067      | 17/06/2016 | Nova versão com vocais de Novell.                                                                                                   |
| Arno Cost                                      | Coming Alive (Remixes)                                              | PR061R     | 01/07/2016 | Remixes de Simon De Jano & Madwill, Jimny e Exit Friendzone.                                                                        |
| Florian Picasso                                | Final Call (Remixes)                                                | PR064R     | 08/07/2016 | VIP Mix e remixes de Tom Tyger & Nico De Andrea, Raiden, Mesto & Justin Mylo.                                                       |
| Nicky Romero                                   | Ready 2 Rumble                                                      | PR068      | 22/07/2016 | - |
| Ovion                                          | On My Way                                                           | PR065      | 05/08/2016 | - |
| Nicky Romero                                   | The Moment (Novell) (Remixes)                                       | PR067R     | 12/08/2016 | Remixes de Breathe Carolina, Lipless, Toby Green e Twofold.                                                                         |
| Dumbers & Maximals                             | Dancin'                                                             | PR071      | 19/08/2016 | - |
| Florian Picasso & Tom Tyger                    | Mamo                                                                | PR069      | 29/08/2016 | - |
| Nicky Romero                                   | Take Me (feat. Colton Avery)                                        | PR072      | 09/09/2016 | Composição da banda irlandesa, The Script.                                                                                          |
| Blinders                                       | Hero                                                                | PR070      | 23/09/2016 | - |
| Nicky Romero & Navarra                         | Crossroads                                                          | PR073      | 14/10/2016 | - |
| Tom Tyger & Melsen                             | I Need U                                                            | PR075      | 16/12/2016 | - |
| Raiden                                         | Heart Of Steel (feat. Bright Lights)                                | PR074      | 13/01/2017 | - |
| Maximals                                       | Enigma                                                              | PR077      | 03/02/2017 | - |
| Funkybeat & Asters                             | Jupiter                                                             | PR078      | 24/02/2017 | - |
| Trilane & Yaro                                 | Miss Out (feat. Max Landry) (Nicky Romero Edit)                     | PR079      | 03/03/2017 | - |
| Raiden                                         | Heart Of Steel (feat. Bright Lights) (Live Version)                 | PR074L     | 05/04/2017 | Versão acústica com instrumentos.                                                                                                   |
| Corey James                                    | Bring It                                                            | PR080      | 07/04/2017 | - |
| Florian Picasso & Raiden                       | Hanabi                                                              | PR081      | 28/04/2017 | - |
| Sam Void                                       | On My Mind                                                          | PR082      | 12/05/2017 | - |
| Tom Tyger & Jakob Trice                        | I Wanna Love U                                                      | PR083      | 22/05/2017 | - |
| Nicky Romero & NERVO                           | Like Home (Stadiumx Remix)                                          | PR086-R1   | 07/06/2017 | Primeira faixa do EP comemorativo "5 Years of Protocol".                                                                            |
| Nicky Romero & John Christian                  | Iconic                                                              | PR084      | 09/06/2017 | - |
| Nicky Romero                                   | Symphonica (Tony Romera Remix)                                      | PR086-R2   | 14/06/2017 | Segunda faixa do EP comemorativo "5 Years of Protocol".                                                                             |
| Stadiumx & Taylr Renee                         | Howl At The Moon (Nicky Romero Remix)                               | PR086-R3   | 21/06/2017 | Terceira faixa do EP comemorativo "5 Years of Protocol".                                                                            |
| Blinders                                       | Two Sides EP                                                        | PR085      | 23/06/2017 | Incluindo as faixas "Molly" e "Broken".                                                                                             |
| Volt & State                                   | Sandcastles (Sam Void Remix)                                        | PR086-R4   | 28/06/2017 | Quarta faixa do EP comemorativo "5 Years of Protocol".                                                                              |
| Nicky Romero & Navarra                         | Crossroads (John Dahlbäck Remix)                                    | PR086-R5   | 05/07/2017 | Quinta e última faixa do EP comemorativo "5 Years of Protocol".                                                                     |
| Nicky Romero                                   | 5 Years of Protocol EP                                              | PR086      | 05/07/2017 | EP comemorativo completo com todas as cinco faixas lançadas.                                                                        |
| Stefano Pain                                   | Fugitive                                                            | PR087      | 14/07/2017 | - |
| SWACQ                                          | Love (Nicky Romero Edit)                                            | PR088      | 28/07/2017 | - |
| Maximals, Bout & SOVTH                         | Fall In Line (feat. Nino Lucarelli)                                 | PR089      | 11/08/2017 | - |
| Sunstars                                       | Ghetto Funk                                                         | PR090      | 25/08/2017 | - |
| Dr. Shiver                                     | Something (feat. Kazi)                                              | PR091      | 08/09/2017 | - |
| Nicky Romero & Teamworx                        | Champion Sound                                                      | PR094      | 22/09/2017 | - |
| Vários Artistas                                | Protocol Lab - ADE 2017 Pt. 1 - EP                                  | PR093-1    | 29/09/2017 | Primeira parte com quatro faixas do álbum de compilação "Protocol Lab ADE 2017"                                                     |
| Vários Artistas                                | Protocol Lab - ADE 2017 Pt. 2 - EP                                  | PR093-2    | 06/10/2017 | Segunda parte com quatro faixas do álbum de compilação "Protocol Lab ADE 2017"                                                      |
| Vários Artistas                                | Protocol Lab - ADE 2017 Pt. 3 - EP                                  | PR093-3    | 13/10/2017 | Terceira parte com quatro faixas do álbum de compilação "Protocol Lab ADE 2017"                                                     |
| Nicky Romero & Florian Picasso                 | Only For Your Love                                                  | PR092      | 27/10/2017 | - |
| D.O.D & Sunstars                               | Morph                                                               | PR096      | 10/11/2017 | - |
| Raiden & Tom Tyger                             | C'est La Vibe                                                       | PR095      | 24/11/2017 | - |
| SWACQ vs. Pandaboyz vs. Lux & Marcusson        | I Want It All (feat. PollyAnna)                                     | PR097      | 15/12/2017 | - |
| Dr. Shiver                                     | Something (feat. Kazi) (Live Version)                               | PR091L     | 21/12/2017 | Versão acústica com instrumentos (disponível gratuitamente).                                                                        |
| Nicky Romero feat. MC Spyder                   | PRTCL (feat. MC Spyder)                                             | PR100      | 12/01/2018 | 100º lançamento da gravadora e marca a estreia do novo design de capas.                                                             |
| Nicky Romero & Florian Picasso                 | Only For Your Love (Remixes)                                        | PR092R     | 19/01/2018 | Remixes de Tom Tyger, Teamworx, Corey James & CAMARDA, Sage e Tonny Tempo (Remix vencedor do 'Only For Your Love's Remix Contest'). |
| Raiden & Yuri (Girls' Generation)              | Always Find You                                                     | PR099      | 26/01/2018 | - |
| Teamworx & Sunstars                            | Playin' Around                                                      | PR101      | 02/02/2018 | - |
| Stadiumx, Going Deeper & MC Flipside           | Dangerous Vibes                                                     | PR102      | 16/02/2018 | - |
| Corey James                                    | Find You (feat. Nino Lucarelli)                                     | PR104      | 23/02/2018 | - |
| Vários Artistas                                | Protocol Vibes - Miami 2018 Pt. 1                                   | PR105-1    | 09/03/2018 | Primeira parte com quatro faixas do álbum de compilação "Protocol Vibes Miami 2018"                                                 |
| Vários Artistas                                | Protocol Vibes - Miami 2018 Pt. 2                                   | PR105-2    | 16/03/2018 | Segunda parte com quatro faixas do álbum de compilação "Protocol Vibes Miami 2018"                                                  |
| Raiden & Yuri (Girls' Generation)              | Always Find You (Remixes)                                           | PR099R     | 30/03/2018 | Remixes de Blinders, Sam Void, Maximals e Sunstars.                                                                                 |
| Tom Tyger & FaderX                             | Rave Me                                                             | PR103      | 06/04/2018 | - |
| Moska, David Nova & Jay Klash                  | Don't Know                                                          | PR106      | 13/04/2018 | - |
| Antoine Delvig & SOVTH                         | Gravity                                                             | PR107      | 27/04/2018 | - |
| Marc Benjamin & JPB                            | Devil In Disguise (feat. Syon & Yung Fusion)                        | PR108      | 04/05/2018 | - |
| FaderX                                         | Critical                                                            | PR109      | 18/05/2018 | - |
| Teamworx & AYOR                                | Trap Like                                                           | PR110      | 25/05/2018 | - |
| Lush & Simon                                   | Callin'                                                             | PR111      | 01/06/2018 | - |
| Mosimann                                       | Low Pro (Antoine Delvig Edit)                                       | PR112      | 15/06/2018 | - |
| Nicky Romero                                   | Duality                                                             | PR113      | 22/06/2018 | - |
| Raiden                                         | Heart Of Steel (feat. Bright Lights) (Festival Mix)                 | PR074F     | 06/07/2018 | Nova versão no gênero Progressive House, com download gratuito.                                                                     |
| Maximals                                       | My Best (feat. Nino Lucarelli)                                      | PR114      | 20/07/2018 | - |
| Nicky Romero & Taio Cruz                       | Me On You                                                           | PR115      | 27/07/2018 | - |
| Matisse & Sadko, Raiden                        | Light Me Up                                                         | PR116      | 03/08/2018 | - |
| Tom Tyger vs. Charles B & VCTRY                | One Too Many                                                        | PR117      | 10/08/2018 | - |
| Marc Benjamin & N3ON                           | Unbreakable Hearts (feat. Shanee)                                   | PR118      | 17/08/2018 | - |
| Nicky Romero & Stadiumx                        | Rise (feat. Matluck)                                                | PR119      | 24/08/2018 | - |
| Nicky Romero & Taio Cruz                       | Me On You (Nicky Romero Edit)                                       | PR115-R1   | 27/08/2018 | - |
| Nicky Romero & Taio Cruz                       | Me On You (Steve Aoki Remixes)                                      | PR115-R2   | 29/08/2018 | Incluindo duas versões ("Vibes Are Everything" e "Double Time Fun Time" Remix)                                                      |
| Corey James & David Pietras                    | To Live (feat. Bryant Powell)                                       | PR120      | 31/08/2018 | - |
| Nicky Romero & Taio Cruz                       | Me On You (AmPm Remix)                                              | PR115-R3   | 13/09/2018 | - |
| Maximals & Sam Void                            | Pressure                                                            | PR121      | 14/09/2018 | - |
| Thomas Newson & Sam Void                       | Like That                                                           | PR122      | 21/09/2018 | - |
| Nicky Romero & Deniz Koyu                      | Paradise (feat. Walk Off The Earth)                                 | PR124      | 28/09/2018 | - |
| Vários Artistas                                | Protocol Lab - ADE 2018 Pt. 1 - EP                                  | PR125-1    | 05/10/2018 | Primeira parte com quatro faixas do álbum de compilação "Protocol Lab ADE 2018"                                                     |
| Nicky Romero & Stadiumx                        | Rise (feat. Matluck) (Afrojack Remix)                               | PR119-R1   | 10/10/2018 | - |
| Nicky Romero & Stadiumx                        | Rise (feat. Matluck) (Thomas Gold Remix)                            | PR119-R2   | 10/10/2018 | - |
| Vários Artistas                                | Protocol Lab - ADE 2018 Pt. 2 - EP                                  | PR125-2    | 12/10/2018 | Segunda parte com cinco faixas do álbum de compilação "Protocol Lab ADE 2018"                                                       |
| Teamworx                                       | Clap Back                                                           | PR126      | 19/10/2018 | - |
| Nicky Romero & Deniz Koyu                      | Paradise (feat. Walk Off The Earth) (Deniz Koyu Festival Mix)       | PR124-R1   | 26/10/2018 | - |
| Nicky Romero vs. Trilane & Kokaholla           | Bittersweet (feat. Quarterback)                                     | PR127      | 02/11/2018 | - |
| Florian Picasso                                | Glitch                                                              | PR123      | 09/11/2018 | - |
| Nicky Romero & Stadiumx                        | Rise (feat. Matluck) (Acoustic)                                     | PR119-A    | 22/11/2018 | Versão acústica produzida por Matluck.                                                                                              |
| Marc Benjamin                                  | Blaster                                                             | PR128      | 23/11/2018 | - |
| Nicky Romero                                   | My Way (feat. Alice Berg)                                           | PR130      | 30/11/2018 | - |
| Raiden & Tom Tyger                             | Electric                                                            | PR129      | 07/12/2018 | - |
| Florian Picasso                                | Hikari                                                              | PR131      | 14/12/2018 | - |
| Sam Void                                       | Feel The Low                                                        | PR134      | 11/01/2019 | - |
| Mosimann                                       | I Need                                                              | PR133      | 18/01/2019 | - |
| Nicky Romero & Olivia Holt                     | Distance                                                            | PR135      | 25/01/2019 | - |
| Swanky Tunes                                   | Virus                                                               | PR136      | 01/02/2019 | Primeiro lançamento do trio russo, Swanky Tunes, na gravadora.                                                                      |
| Nicky Romero vs. Trilane & Kokaholla           | Bittersweet (feat. Quarterback) (Remixes)                           | PR127-R    | 06/02/2019 | Remixes de Junior J, Justin Prime, Krosses e Firelite.                                                                              |
| Maximals & Boothed                             | Up & Down EP                                                        | PR137      | 08/02/2019 | Incluindo as faixas "Up" e "Down".                                                                                                  |
| Nicky Romero & David Guetta                    | Ring The Alarm                                                      | PR138      | 15/02/2019 | Primeiro lançamento do DJ e produtor francês, David Guetta, na gravadora.                                                           |
| Styline & Mr. Sid & Dave Ruthwell              | DONT STOP                                                           | PR139      | 22/02/2019 | - |
| Marc Benjamin                                  | Fall For You                                                        | PR140      | 01/03/2019 | - |
| Nicky Romero & Teamworx                        | Deep Dark Jungle                                                    | PR141      | 08/03/2019 | - |
| Thomas Gold & Kosling                          | Wildest Dream (feat. Matthew Steeper)                               | PR142      | 15/03/2019 | - |
| Charles B & VCTRY                              | Bring It Back                                                       | PR143-S1   | 18/03/2019 | Primeira faixa da compilação "Protocol Vibes Miami 2019".                                                                           |
| Nicky Romero                                   | My Way (feat. Alice Berg) (Marcus Santoro Remix)                    | PR143-S2   | 19/03/2019 | Segunda faixa da compilação "Protocol Vibes Miami 2019".                                                                            |
| Mantrastic & Rechler                           | Spread Love                                                         | PR143-S3   | 20/03/2019 | Terceira faixa da compilação "Protocol Vibes Miami 2019".                                                                           |
| Timmo Hendriks & Lindequist                    | Thinking About You                                                  | PR143-S4   | 21/03/2019 | Quarta faixa da compilação "Protocol Vibes Miami 2019".                                                                             |
| Funkybeat                                      | LMS                                                                 | PR143-S5   | 22/03/2019 | Quinta faixa da compilação "Protocol Vibes Miami 2019".                                                                             |
| David Pietras                                  | Remedy (feat. Nino Lucarelli)                                       | PR145      | 29/03/2019 | - |
| Trilane & Loris Cimino                         | Still Think Of You (feat. David Shane)                              | PR144      | 05/04/2019 | - |
| W&W vs. Nicky Romero                           | Ups & Downs                                                         | PR146      | 12/04/2019 | Primeiro lançamento do duo holândes, W&W, na gravadora.                                                                             |
| Nicky Romero & David Guetta                    | Ring The Alarm (Remixes)                                            | PR138-R    | 19/04/2019 | Remixes de Stadiumx, Glowinthedark, Teamworx, Sam Void, Chames e Maximals.                                                          |
| Teamworx                                       | Losing Control                                                      | PR147      | 26/04/2019 | - |
| Marc Benjamin & DNMKG                          | Hooked (feat. F51)                                                  | PR148      | 03/05/2019 | - |
| Nicky Romero & Florian Picasso                 | Midnight Sun                                                        | PR149      | 10/05/2019 | - |
| Navarra                                        | Repeat                                                              | PR150      | 17/05/2019 | - |
| Maximals & PØP CULTUR                          | All Of Me                                                           | PR151      | 24/05/2019 | - |
| Futuristic Polar Bears                         | You & Me                                                            | PR152      | 31/05/2019 | - |
| Mosimann & Leandro da Silva                    | Horizon                                                             | PR153      | 07/06/2019 | - |
| Thomas Gold & Raiden                           | Someone New                                                         | PR154      | 14/06/2019 | - |
| Nicky Romero & Stadiumx                        | Love You Forever (feat. Sam Martin)                                 | PR155      | 21/06/2019 | - |
| Marc Benjamin                                  | Show You                                                            | PR156      | 28/06/2019 | - |
| Daffy Muffin                                   | Selecta                                                             | PR157      | 05/07/2019 | - |
| Styline & Mr. Sid & Dave Ruthwell              | READY FOR THE BEAT                                                  | PR158      | 12/07/2019 | - |
| Trilane                                        | Believe (feat. Philip Strand)                                       | PR159      | 19/07/2019 | - |
| Raiden                                         | The Only (feat. IRENE of Red Velvet)                                | PR162      | 02/08/2019 | - |
| Teamworx, Mr. Sid & George Z                   | Louder                                                              | PR161      | 09/08/2019 | - |
| Dimitri Vegas & Like Mike vs. Nicky Romero     | Everybody Clap                                                      | PR160      | 16/08/2019 | Primeiro lançamento do duo belga, Dimitri Vegas & Like Mike, na gravadora.                                                          |
| Navarra                                        | Feel So Good (feat. Alice Ella)                                     | PR163      | 23/08/2019 | - |
| Deniz Koyu                                     | Lost Soul                                                           | PR164      | 30/08/2019 | - |
| Maximals & FaderX                              | Free (feat. Jordan Grace)                                           | PR165      | 06/09/2019 | - |
| Timmo Hendriks & Lindequist                    | Magical (feat. Robin Vane)                                          | PR166      | 13/09/2019 | - |
| Swanky Tunes, Nssnd, LexBlaze                  | Game Time                                                           | PR168      | 20/09/2019 | - |
| Trilane feat. Tom Noah                         | Never Forget (feat. Tom Noah) (Nicky Romero Edit)                   | PR174      | 27/09/2019 | - |
| Marcus Santoro & Sentinel                      | Shine                                                               | PR169      | 04/10/2019 | - |
| Nicky Romero & Stadiumx                        | Love You Forever (feat. Sam Martin) (Metrush Remix)                 | PR170-S1   | 07/10/2019 | Primeira faixa da compilação "Protocol Lab ADE 2019".                                                                               |
| Timmo Hendriks                                 | Runaway                                                             | PR170-S2   | 08/10/2019 | Segunda faixa da compilação "Protocol Lab ADE 2019".                                                                                |
| SOVTH & Kevin Mocado                           | Make Me Feel                                                        | PR170-S3   | 09/10/2019 | Terceira faixa da compilação "Protocol Lab ADE 2019".                                                                               |
| BRYA                                           | Do It To Me                                                         | PR170-S4   | 10/10/2019 | Quarta faixa da compilação "Protocol Lab ADE 2019".                                                                                 |
| Mantrastic & Rechler                           | Had Enough                                                          | PR170-S5   | 11/10/2019 | Quinta faixa da compilação "Protocol Lab ADE 2019".                                                                                 |
| Kill The Buzz & Jimmy Clash                    | Never Wanna Let You Go (feat. Van Jay)                              | PR171      | 18/10/2019 | - |
| David Pietras & Sentinel                       | Light (feat. Moses York)                                            | PR173      | 25/10/2019 | - |
| Nicky Romero, Mike Williams & Amba Shepherd    | Dynamite                                                            | PR167      | 01/11/2019 | Primeiro lançamento do DJ e produtor holandês, Mike Williams, na gravadora.                                                         |
| JP Candela & Sansixto                          | Big Up!                                                             | PR176      | 08/11/2019 | - |
| Stadiumx                                       | Where Are You Now                                                   | PR175      | 15/11/2019 | - |
| Corey James & FaderX                           | Feed                                                                | PR178      | 22/11/2019 | - |
| Thomas Gold & Teamworx                         | We Remember                                                         | PR182      | 29/11/2019 | - |
| Marc Benjamin & RayRay                         | My Swag                                                             | PR180      | 06/12/2019 | - |
| Sultan + Shepard vs. The Boxer Rebellion       | Keep Moving (Sultan + Shepard Reboot)                               | PR179      | 13/12/2019 | Releitura de um dos clássicos da gravadora, "Keep Moving".                                                                          |
| Trilane & Felicity                             | Come Back Down                                                      | PR184      | 20/12/2019 | - |
| Timmo Hendriks & Jordan Grace                  | By Your Side                                                        | PR186      | 03/01/2020 | - |
| Marcus Santoro                                 | Blackout (feat. Lauren L'aimant)                                    | PR185      | 10/01/2020 | - |
| Nicky Romero                                   | I See                                                               | PR172      | 17/01/2020 | Primeiro single do "Redefine EP".                                                                                                   |
| MR.BLACK & Teamworx                            | We Are Lost                                                         | PR181      | 24/01/2020 | - |
| Maximals & Chad Kowal                          | What Are You Waiting For                                            | PR187      | 31/01/2020 | - |
| Nicky Romero                                   | Stay                                                                | PR177      | 07/02/2020 | - |
| DØBER                                          | Twisted EP                                                          | PR188      | 14/02/2020 | Incluindo as faixas "Make It Better", "Losing My Mind (feat. RayRay)" e "Twisted".                                                  |
| Nicky Romero & Timmy Trumpet                   | Falling                                                             | PR189      | 21/02/2020 | Primeiro lançamento do DJ e produtor australiano, Timmy Trumpet, na gravadora.                                                      |
| Futuristic Polar Bears                         | Better Than This (feat. Franky)                                     | PR190      | 28/02/2020 | - |
| Nicky Romero                                   | Stay (Festival Mix)                                                 | PR177-F    | 06/03/2020 | - |
| Timmo Hendriks & Trilane                       | Deserve My Time (feat. Carys Selvey)                                | PR191-S1   | 09/03/2020 | Primeira faixa da compilação "Protocol Vibes Miami 2020".                                                                           |
| Marcus Santoro                                 | Faces                                                               | PR191-S2   | 10/03/2020 | Segunda faixa da compilação "Protocol Vibes Miami 2020".                                                                            |
| Futuristic Polar Bears                         | Take Control                                                        | PR191-S3   | 11/03/2020 | Terceira faixa da compilação "Protocol Vibes Miami 2020".                                                                           |
| Charmes vs. Raven & Kreyn                      | Step Back                                                           | PR191-S4   | 12/03/2020 | Quarta faixa da compilação "Protocol Vibes Miami 2020".                                                                             |
| Tarlan & Alessandro Fontana                    | Burning                                                             | PR191-S5   | 13/03/2020 | Quinta faixa da compilação "Protocol Vibes Miami 2020".                                                                             |
| JP Candela & Mosimann                          | Shake It                                                            | PR193      | 20/03/2020 | - |
| Nicky Romero                                   | Redefine                                                            | PR192      | 27/03/2020 | Incluindo as faixas "I See", "Time" e "Replica".                                                                                    |
| Thomas Gold                                    | Live A Little Louder                                                | PR194      | 03/04/2020 | - |
| Marc Benjamin & Timmo Hendriks                 | Be Alright                                                          | PR195      | 10/04/2020 | - |
| Nicky Romero & Deniz Koyu                      | Destiny (feat. Alexander Tidebrink)                                 | PR196      | 17/04/2020 | - |
| Teamworx & Umut Ozsoy                          | Just Like That                                                      | PR197      | 24/04/2020 | - |
| Corey James                                    | Don't Stop (feat. Spyder)                                           | PR198      | 01/05/2020 | - |
| Nicky Romero                                   | Stay (Dash Berlin Remix)                                            | PR177-R    | 06/05/2020 | - |
| Timmo Hendriks & Lindequist                    | Together                                                            | PR199      | 08/05/2020 | - |
| Teamworx, Mr. Sid & George Z                   | Techno (Nicky Romero Edit)                                          | PR200      | 15/05/2020 | 200º lançamento da gravadora. |
| Futuristic Polar Bears                         | Faith (feat. LUX)                                                   | PR201      | 22/05/2020 | - |
| CAMARDA & Almero                               | They Don't Know                                                     | PR202-S1   | 25/05/2020 | Primeira faixa da compilação "Protocol Grooves Pt. 1"                                                                               |
| Stefano Iezzi & Joe C                          | Hot                                                                 | PR202-S2   | 26/05/2020 | Segunda faixa da compilação "Protocol Grooves Pt. 1"                                                                                |
| GIORG & Santez                                 | In Your Soul                                                        | PR202-S3   | 27/05/2020 | Terceira faixa da compilação "Protocol Grooves Pt. 1"                                                                               |
| Soulvation                                     | Gonna Make You Feel It                                              | PR202-S4   | 28/05/2020 | Quarta faixa da compilação "Protocol Grooves Pt. 1"                                                                                 |
| Mosimann & VY•DA                               | Waiting to Run                                                      | PR202-S5   | 29/05/2020 | Quinta faixa da compilação "Protocol Grooves Pt. 1"                                                                                 |
| DØBER                                          | Tear The Roof                                                       | PR203      | 05/06/2020 | - |
| Mantrastic & Rechler                           | Waiting                                                             | PR205      | 12/06/2020 | - |
| Nicky Romero                                   | Burning (feat. Jordan Grace)                                        | PR207      | 19/06/2020 | - |
| Deniz Koyu                                     | Next To You                                                         | PR206      | 26/06/2020 | - |
| KURA                                           | Rave                                                                | PR208      | 03/07/2020 | - |
| Futuristic Polar Bears                         | Faith (feat. LUX) (Jerry Davila & DJ Pelos Festival Mix)            | PR201-F    | 08/07/2020 | - |
| Armin van Buuren & Nicky Romero                | I Need You To Know (feat. Ifimay)                                   | Indefinido | 10/07/2020 | Lançamento com parceria entre a Protocol Recordings e a Armada Music.                                                               |
| Marc Benjamin & Victor Tellaglio               | Burn                                                                | PR209      | 17/07/2020 | - |
| DØBER & CHOCO                                  | Freaky                                                              | PR210      | 24/07/2020 | - |
| Nicky Romero & Deniz Koyu                      | Destiny (feat. Alexander Tidebrink) (MOTi Remix)                    | PR196-R    | 29/07/2020 | - |
| Trilane & Yaro                                 | Way Out (feat. Sarah De Warren)                                     | PR204      | 31/07/2020 | - |
| Deniz Koyu                                     | Next To You (Club Mix)                                              | PR206-R1   | 05/08/2020 | - |
| Timmo Hendriks & Romeo Blanco                  | For Your Love                                                       | PR211      | 07/08/2020 | - |
| Deniz Koyu                                     | Without You (feat. Jess Ball)                                       | PR212      | 14/08/2020 | - |
| Marcus Santoro & FaderX                        | Out Of My Head                                                      | PR213      | 19/08/2020 | - |
| Teamworx                                       | Can't Get Enough (feat. Sarah De Warren)                            | PR214      | 21/08/2020 | - |
| Deniz Koyu                                     | Next To You (Denis First Remix)                                     | PR206-R2   | 26/08/2020 | - |
| Deniz Koyu                                     | Next To You (DØBER Remix)                                           | PR206-R3   | 26/08/2020 | - |
| Souvenyr & DØBER                               | Explain To Me (feat. Mila Falls)                                    | PR215      | 28/08/2020 | - |
| Monocule & Tim van Werd                        | Time To Save (feat. Mosimann)                                       | PR216-S1   | 03/09/2020 | Primeira faixa de Monocule, novo projeto de Nicky Romero voltado para o Melodic House.                                              |
| Monocule                                       | Monocule Volume 1                                                   | PR216      | 04/09/2020 | Incluindo as faixas "Time To Save", "Close To Me" e "Waiting For You".                                                              |
| Souvenyr & DØBER                               | Explain To Me (feat. Mila Falls) (Club Mix)                         | PR215-S1   | 09/09/2020 | - |
| Charles B & Kamil Ghaouti                      | You're Not Mine (feat. LauraBrown)                                  | PR217      | 11/09/2020 | - |
| Nicky Romero & Sick Individuals                | Only For You (feat. XIRA)                                           | PR218      | 18/09/2020 | Primeiro lançamento do duo holandês, Sick Individuals, na gravadora.                                                                |
| Dash Berlin & Timmo Hendriks                   | Keep Me Close                                                       | PR219      | 25/09/2020 | Primeiro lançamento do DJ e produtor holandês, Dash Berlin, na gravadora.                                                           |
| Trilane                                        | I Want You To Know                                                  | PR220      | 02/10/2020 | - |
| Kosling & Bmark                                | Nobody Like You (feat. Robbie Rosen)                                | PR221      | 09/10/2020 | - |
| Mr. Sid & Laura Van Dam                        | Calling                                                             | PR222-S5   | 12/10/2020 | Quinta faixa da compilação "Protocol Lab ADE 2020".                                                                                 |
| SOVTH & Sisters Cap                            | Right Time                                                          | PR222-S4   | 13/10/2020 | Quarta faixa da compilação "Protocol Lab ADE 2020".                                                                                 |
| DØBER & Almero                                 | Focus                                                               | PR222-S3   | 14/10/2020 | Terceira faixa da compilação "Protocol Lab ADE 2020".                                                                               |
| DJ Junior                                      | My Love                                                             | PR222-S2   | 15/10/2020 | Segunda faixa da compilação "Protocol Lab ADE 2020".                                                                                |
| Timmo Hendriks & Lindequist                    | Lost                                                                | PR222-S1   | 16/10/2020 | Primeira faixa da compilação "Protocol Lab ADE 2020".                                                                               |
| Marcus Santoro & Tim van Werd                  | One Inside (feat. Mila Falls) (Main Room Mix / After Hours Mix)     | PR224      | 23/10/2020 | Lançamento com duas versões, "Main Room Mix" e "After Hours Mix".                                                                   |
| CAMARDA & Almero                               | Good Old Days                                                       | PR225      | 30/10/2020 | - |
| YARO & Trilane feat. EEVA                      | Unlove You                                                          | PR226      | 06/11/2020 | - |
| Maximals                                       | Reset EP                                                            | PR227      | 13/11/2020 | Incluindo as faixas "No More", "So Good" e "You Got Me".                                                                            |
| Teamworx & DØBER                               | Complete Me (feat. Melissa De Kleine)                               | PR228      | 20/11/2020 | - |
| Marcus Santoro                                 | A New Day (feat. Misha Miller)                                      | PR229-S1   | 27/11/2020 | - |
| Nicky Romero & Sick Individuals                | Only For You (feat. XIRA) (Remixes)                                 | PR218-R    | 02/12/2020 | Remixes de Tennyson, Bass Modulators, Futuristic Polar Bears e Low Bow.                                                             |
| Tommy Jayden                                   | Deja Vu                                                             | PR230      | 04/12/2020 | - |
| Teamworx                                       | Can't Get Enough (feat. Sarah De Warren) (Remixes)                  | PR214-R    | 09/12/2020 | Remixes de Teamworx & Bosto Leon, Rob Laniado, Mountain, Azooland & Corx e Luca Testa.                                              |
| Marcus Santoro                                 | A New Day EP                                                        | PR229      | 11/12/2020 | Incluindo as faixas "A New Day (ft. Misha Miller)", "Give Into You (ft. Lauren L'aimant)" e "Symphony (with Roan Shenoyy)".         |
| Tim van Werd                                   | Same Three Words                                                    | PR232      | 18/12/2020 | Terceira faixa do "Who You Are EP" de Tim van Werd.                                                                                 |
| Marc Benjamin & Tishmal                        | Blinded By Your Light                                               | PR233      | 23/12/2020 | - |
| Marcus Santoro & Roan Shenoyy                  | Symphony (Festival Mix)                                             | PR214-F    | 25/12/2020 | Nova versão de "Symphony" como presente de natal, disponibilizada gratuitamente.                                                    |
| Timmo Hendriks                                 | Memories (feat. Jordan Grace)                                       | PR234-S1   | 01/01/2021 | Primeira faixa do "Follow You EP" de Timmo Hendriks.                                                                                |
| Futuristic Polar Bears & Corey James           | Aura (feat. MØØNE)                                                  | PR235      | 08/01/2021 | - |
| Nicky Romero & Timmo Hendriks                  | Into The Light (feat. David Shane)                                  | PR236      | 15/01/2021 | - |
| Thomas Gold & R3SPAWN                          | Letting Go (feat. David Shane)                                      | PR237      | 22/01/2021 | - |
| Kosling                                        | Long Way Home (feat. Robbie Rosen)                                  | PR238      | 29/01/2021 | - |
| DØBER & RayRay                                 | Bounce                                                              | PR239      | 05/02/2021 | - |
| Teamworx & Almero                              | Run                                                                 | PR240      | 12/02/2021 | - |
| Timmo Hendriks                                 | Follow You EP                                                       | PR234      | 19/02/2021 | Incluindo as faixas "Follow You", "Memories (ft. Jordan Grace)" e "Be The Same".                                                    |
| Nicky Romero                                   | Back To You                                                         | PR241      | 26/02/2021 | - |
| Thomas Gold, Uplink & Matluck                  | Yesterday                                                           | PR242      | 05/03/2021 | - |
| Mantrastic & Rechler                           | Groove On                                                           | PR243-S5   | 08/03/2021 | Quinta faixa da compilação "Protocol Vibes Miami 2021".                                                                             |
| SOLR                                           | Erase You (feat. Timmy Loss)                                        | PR243-S4   | 09/03/2021 | Quarta faixa da compilação "Protocol Vibes Miami 2021".                                                                             |
| Sisters Cap                                    | Foolin' Me                                                          | PR243-S3   | 10/03/2021 | Terceira faixa da compilação "Protocol Vibes Miami 2021".                                                                           |
| Trilane & Charlie Ray                          | In Heaven (feat. Jordan Grace)                                      | PR243-S2   | 11/03/2021 | Segunda faixa da compilação "Protocol Vibes Miami 2021".                                                                            |
| Nicky Romero                                   | You Used To                                                         | PR243-S1   | 12/03/2021 | Primeira faixa da compilação "Protocol Vibes Miami 2021".                                                                           |
| Teamworx & Paul Aiden                          | Actions                                                             | PR244      | 19/03/2021 | - |
| Monocule                                       | You Don't Know                                                      | PR245-1    | 26/03/2021 | Terceira faixa do "Monocule Volume 2 EP" de Monocule.                                                                               |
| Stadiumx & Timmo Hendriks                      | Remember (feat. Robbie Rosen)                                       | PR246      | 02/04/2021 | - |
| Tim van Werd                                   | Who You Are                                                         | PR247-S1   | 09/04/2021 | Primeira faixa do "Who You Are EP" de Tim van Werd.                                                                                 |
| Ado Woodz & Ale Molinari                       | Lose Stress                                                         | PR248-S5   | 12/04/2021 | Quinta faixa da compilação "Protocol Grooves Pt. 2".                                                                                |
| Twolate                                        | Don't You                                                           | PR248-S4   | 13/04/2021 | Quarta faixa da compilação "Protocol Grooves Pt. 2".                                                                                |
| GIORG & Santez                                 | Tripwire                                                            | PR248-S3   | 14/04/2021 | Terceira faixa da compilação "Protocol Grooves Pt. 2".                                                                              |
| Almero                                         | Do Again                                                            | PR248-S2   | 15/04/2021 | Segunda faixa da compilação "Protocol Grooves Pt. 2".                                                                               |
| TWENTY SIX                                     | Consequences                                                        | PR248-S1   | 16/04/2021 | Primeira faixa da compilação "Protocol Grooves Pt. 2".                                                                              |
| Nicky Romero & Teamworx                        | World Through Your Eyes (feat. Joseph Feinstein)                    | PR249      | 23/04/2021 | - |
| Tim van Werd                                   | Who You Are EP                                                      | PR247      | 30/04/2021 | Incluindo as faixas "Who You Are", "Believe", "Same Three Words" e "Tell It All".                                                   |
| Monocule                                       | Monocule Volume 2                                                   | PR245      | 07/05/2021 | Incluindo as faixas "Find You", "Silence (w/ DØBER ft. Bertie Scott)" e "You Don't Know".                                           |
| Stadiumx & Teamworx                            | 7 Days                                                              | PR250      | 14/05/2021 | - |
| Thomas Newson & Tim van Werd                   | Ocean Deep                                                          | PR251      | 21/05/2021 | - |
| DØBER                                          | About You EP                                                        | PR253      | 28/05/2021 | Incluindo as faixas "About You", "Revolution" e "In My Soul (w/ SOLR ft. Timmy Loss)".                                              |
| Monocule & Jamis                               | Ways To Heaven (feat. Michael G Moore)                              | PR252      | 04/06/2021 | - |
| Tommy Jayden & IMPVLZ                          | Stars                                                               | PR254      | 11/06/2021 | Lançamento marca a estreia de um novo design de capa.                                                                               |
| Low Blow                                       | Losing Control                                                      | PR255      | 18/06/2021 | - |
| R.Braga & Galluxy                              | Nobody Else                                                         | PR256      | 25/06/2021 | - |
| Sisters Cap & Almero                           | Get Enough                                                          | PR257      | 02/07/2021 | - |
| Tim van Werd & Crime Zcene                     | On Your Side (feat. Dan Soleil)                                     | PR258      | 09/07/2021 | - |
| Din & Vic                                      | Slumped                                                             | PR259      | 16/07/2021 | - |
| Nicky Romero & MARF                            | Okay (feat. Wulf)                                                   | PR260      | 23/07/2021 | - |
| Marcus Santoro                                 | Oblivion (feat. Diana Miro)                                         | PR261      | 30/07/2021 | - |
| Timmo Hendriks                                 | Something To Believe In                                             | PR262      | 06/08/2021 | - |
| CAMARDA & Whispers                             | Talkin' About                                                       | PR263      | 13/08/2021 | - |
| Futuristic Polar Bears                         | No Tears Allowed (feat. Franky)                                     | PR264      | 20/08/2021 | - |
| Monocule                                       | Awakening (feat. Sarah De Warren)                                   | PR265      | 27/08/2021 | - |
| Almero                                         | Midnight Love                                                       | PR266      | 03/09/2021 | - |
| Marc Benjamin, Timmo Hendriks & VY•DA          | Hold Me Down (feat. Alessia Labate)                                 | PR267      | 10/09/2021 | - |
| DØBER                                          | Cream                                                               | PR268      | 17/09/2021 | Nova faixa do "About You EP". |
| Marc Benjamin, Timmo Hendriks & VY•DA          | Hold Me Down (feat. Alessia Labate) (VIP Mix)                       | PR267-R    | 22/09/2021 | - |
| Nicky Romero & MARF                            | Okay (feat. Wulf) (Remixes)                                         | PR260-R    | 24/09/2021 | Remixes de Afrojack, Stadiumx e Toby Romeo.                                                                                         |
| Tim van Werd                                   | Icarus EP                                                           | PR269      | 01/10/2021 | Incluindo as faixas "Icarus", "Come Back To Me" e "Across The Sky".                                                                 |
| Jeffrey Sutorius & Timmo Hendriks              | The Afterlife (feat. LUX)                                           | PR270      | 08/10/2021 | Jeffrey Sutorius, antigo nome artistíco de Dash Berlin.                                                                             |
| SOLR                                           | Lose Control                                                        | PR271-S5   | 11/10/2021 | Quinta faixa da compilação "Protocol Lab ADE 2021".                                                                                 |
| Sisters Cap                                    | Belong To Me                                                        | PR271-S4   | 12/10/2021 | Quarta faixa da compilação "Protocol Lab ADE 2021".                                                                                 |
| Thomas Nan & Andrew Allen                      | Did I Ever                                                          | PR271-S3   | 13/10/2021 | Terceira faixa da compilação "Protocol Lab ADE 2021".                                                                               |
| Almero                                         | Falling Into You                                                    | PR271-S2   | 14/10/2021 | Segunda faixa da compilação "Protocol Lab ADE 2021".                                                                                |
| Nicky Romero                                   | Love Me Better                                                      | PR271-S1   | 15/10/2021 | Primeira faixa da compilação "Protocol Lab ADE 2021".                                                                               |
| DØBER, Savage Kids & Rushline                  | The Light                                                           | PR272      | 22/10/2021 | - |
| Nicky Romero                                   | Acid Is My DNA                                                      | PR273      | 29/10/2021 | - |
| Deniz Koyu & Raiden                            | Am I                                                                | PR274      | 05/11/2021 | - |
| Mantrastic & Rechler                           | Gravity                                                             | PR275      | 12/11/2021 | - |
| DØBER & Almero                                 | I Got Some                                                          | PR277      | 19/11/2021 | - |
| Thomas Newson                                  | Skin                                                                | PR278      | 26/11/2021 | - |
| Marc Benjamin                                  | Turn Back Time                                                      | PR279      | 03/12/2021 | - |
| Monocule & LAMAS                               | Your Eyes                                                           | PR280      | 10/12/2021 | Primeira parceria de Nicky Romero com um artista brasileiro (LAMAS).                                                                |
| Timmo Hendriks                                 | Ashes (feat. Robbie Rosen)                                          | PR281      | 17/12/2021 | - |
| SOLR & Rechler                                 | Walk Away                                                           | PR282      | 23/12/2021 | - |
| Almero                                         | Believe                                                             | PR284      | 30/12/2021 | - |

### Álbuns e Compilações:
| Artista         | Título                                                           | Catálogo | Data       | Nota                                                                                    |
| --------------- | ---------------------------------------------------------------- | -------- | ---------- | --------------------------------------------------------------------------------------- |
| Vários Artistas | Nicky Romero Presents Miami 2014                                 | PR001CD  | 10/03/2014 |                                                                                         |
| Vários Artistas | Nicky Romero Presents Protocol ADE 2014                          | PR002CD  | 13/10/2014 |                                                                                         |
| Vários Artistas | Nicky Romero Presents Miami 2015                                 | PR003CD  | 16/03/2015 |                                                                                         |
| Vários Artistas | Protocol Recordings Presents ADE 2015 Mixed By Volt & State      | PR004CD  | 05/10/2015 |                                                                                         |
| Vários Artistas | Protocol Acapellas Vol. 1                                        | PR057    | 14/12/2015 |                                                                                         |
| Vários Artistas | Protocol Presents Miami 2016 Mixed By Florian Picasso & Blinders | PR005CD  | 07/03/2016 |                                                                                         |
| Vários Artistas | Nicky Romero Presents Protocol ADE 2016                          | PR006CD  | 07/10/2016 |                                                                                         |
| Vários Artistas | Protocol Acapellas Vol. 2                                        | PR076    | 28/11/2016 |                                                                                         |
| Vários Artistas | Nicky Romero Presents Miami 2017                                 | PR007CD  | 10/03/2017 |                                                                                         |
| Vários Artistas | Protocol Lab ADE 2017                                            | PR093    | 13/10/2017 | Composto por 12 faixas divididas em 3 partes (com 4 faixas cada).                       |
| Vários Artistas | Protocol Acapellas Vol. 3                                        | PR098    | 01/12/2017 |                                                                                         |
| Vários Artistas | Protocol Vibes Miami 2018                                        | PR105    | 16/03/2018 | Composto por 8 faixas divididas em 2 partes (com 4 faixas cada).                        |
| Vários Artistas | Protocol Lab ADE 2018                                            | PR125    | 12/10/2018 | Composto por 9 faixas divididas em 2 partes (1ª parte, 4 faixas, e 2ª parte, 5 faixas). |
| Vários Artistas | Protocol Acapellas Vol. 4                                        | PR134    | 21/12/2018 |                                                                                         |
| Vários Artistas | Protocol Vibes Miami 2019                                        | PR143    | 22/03/2019 |                                                                                         |
| Vários Artistas | Protocol Lab ADE 2019                                            | PR170    | 11/10/2019 |                                                                                         |
| Vários Artistas | Protocol Acapellas Vol. 5                                        | PR183    | 23/12/2019 |                                                                                         |
| Vários Artistas | Protocol Vibes Miami 2020                                        | PR191    | 13/03/2020 |                                                                                         |
| Vários Artistas | Protocol Grooves Pt. 1                                           | PR202    | 29/05/2020 |                                                                                         |
| Vários Artistas | Protocol Lab ADE 2020                                            | PR222    | 16/10/2020 |                                                                                         |
| Vários Artistas | Protocol Acapellas Vol. 6                                        | PR231    | 14/12/2020 |                                                                                         |
| Vários Artistas | Protocol Vibes Miami 2021                                        | PR243    | 12/03/2021 |                                                                                         |
| Vários Artistas | Protocol Grooves Pt. 2                                           | PR248    | 16/04/2021 |                                                                                         |
| Vários Artistas | Protocol Lab ADE 2021                                            | PR271    | 15/10/2021 |                                                                                         |
| Vários Artistas | Protocol Acapellas Vol. 7                                        | PR283    | 27/12/2021 |                                                                                         |